# Melinaea maculosa
Melinaea maculosa är en fjärilsart som beskrevs av Richard Haensch 1903. Melinaea maculosa ingår i släktet Melinaea och familjen praktfjärilar. Inga underarter finns listade i Catalogue of Life.